# Haus zum Engel

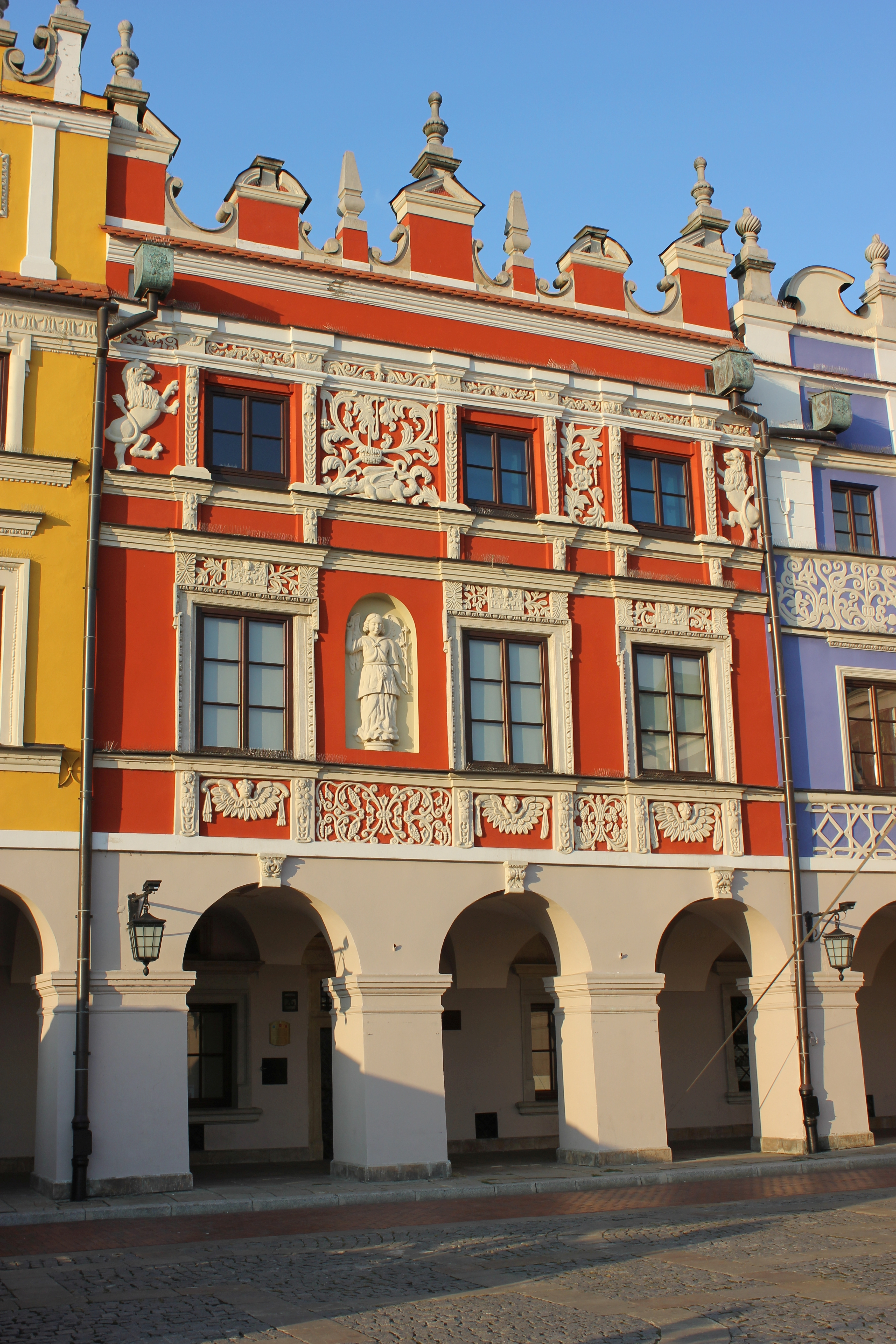
Haus zum Engel

Das Haus zum Engel, auch Bartoszewiczowski-Haus, ist ein denkmalgeschütztes Gebäude im Zentrum in der Altstadt von Zamość, einer etwa 65.000 Einwohner zählenden Stadt in der Woiwodschaft Lublin im südöstlichen Teil Polens. Das Haus am Markt 26 wurde von 1634 bis 1636 in der Altstadt  der Plan- und Festungsstadt errichtet, die seit 1992 zum UNESCO-Welterbe gehört. Seit 1941 ist es Sitz des regionalgeschichtlichen Museums Zamojskie.

## Baubeschreibung und -geschichte
Die Plan- und Festungsstadt Zamość wurde errichtet erst einige Jahrzehnte vor dem Bau des Hauses nach Entwürfen des venezianischen Baumeisters Bernardo Morando (1540–1600) unter dem polnischen Magnaten Jan Zamoyski (1542–1605) erbaut. Das Haus zum Engel ist Teil der Armenischen Häuser, einer Gruppe von Häusern, die im 17. Jahrhundert an der Nordseite des Großen Marktes errichtet wurden. Armenier hatten einst vom Stadtgründer Jan Zamoyski das Privileg erhalten sich in seiner neuen Stadt anzusiedeln. Das Haus zum Engel, in dessen Fassade sich unter anderem ein Laubengang befindet, gilt als das Prächtigste der von ihnen errichteten Häuser.
Es war ursprünglich als einstöckiges Gebäude errichtet worden. Oben schloss es mit einer Attika ab. Im Verlauf des 18. Jahrhunderts wurde es allerdings aufgestockt und die Attika entfernt. Eine der Besonderheiten dieses Gebäudes ist die Fassade. Geschmückt wird sie von Pflanzen- und Tiermotiven. Namensgebende Hauptfigur ist die des Erzengels Gabriel, die sich in Höhe der ersten Etage befindet.
Im Inneren des Gebäudes befinden sich Balkendecken. Es ist geprägt von einer als einzigartig geltenden Ausschmückung. Hier befinden sich Weinreben darstellende Steinreliefs, welche die vorhandenen Zwillingsfenster umrahmen und gemalte Friese. Ebenso verziert sind die Portale des Gebäudes.
Das Haus zum Engel beherbergt seit 1941 das 1926 gegründete Museum Zamojskie, welches sich mit der örtlichen Regionalgeschichte befasst. Das Gebäude wird auch nach seinem Stifter Bartoszewiczowski-Haus genannt. Die Behörden der deutschen Besatzungsmacht hatten ihm dieses Haus zugewiesen. Zuvor befand es sich in einigen Räumen im benachbarten Rathaus.

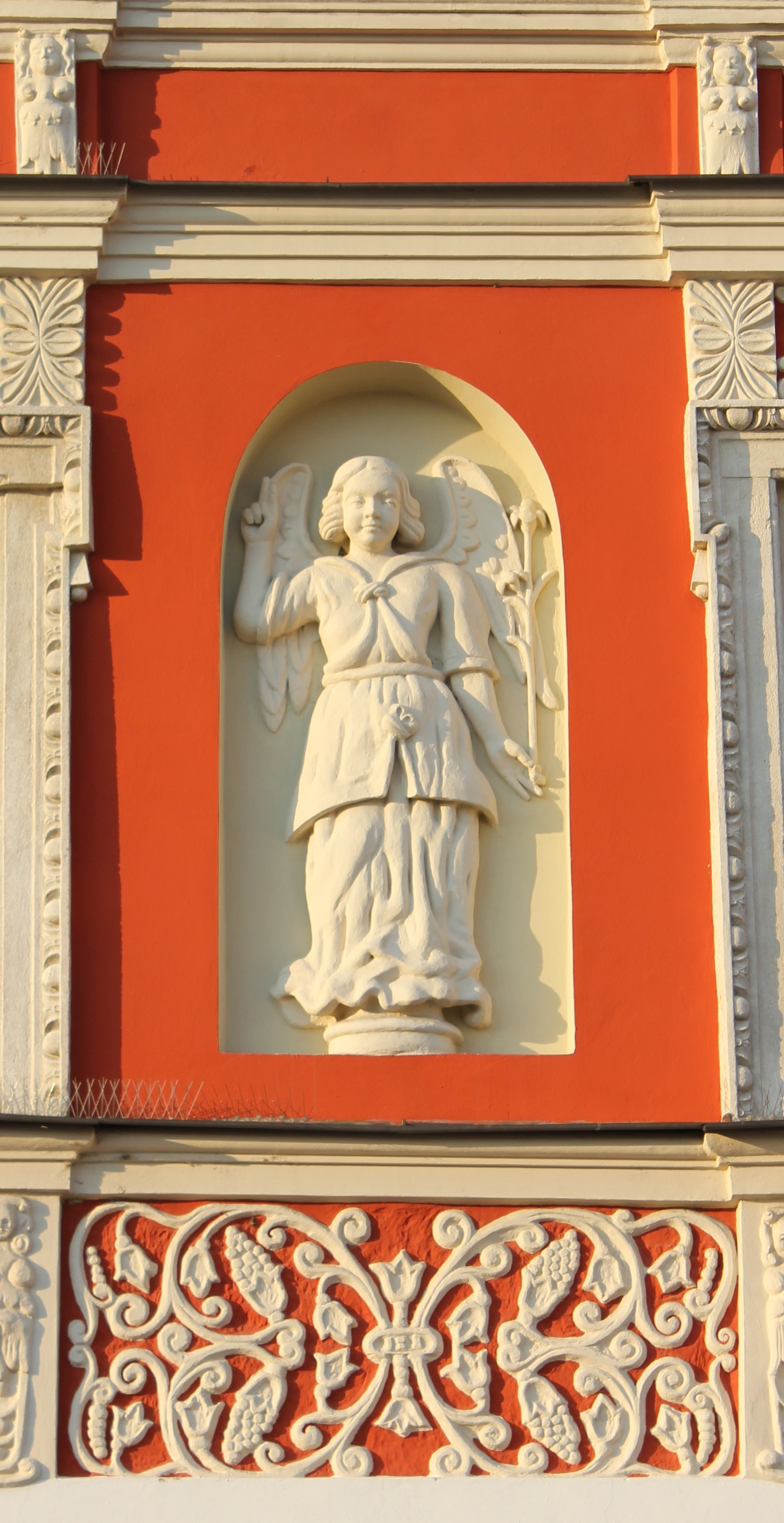
Der Erzengel Gabriel an der Fassade des Gebäudes.
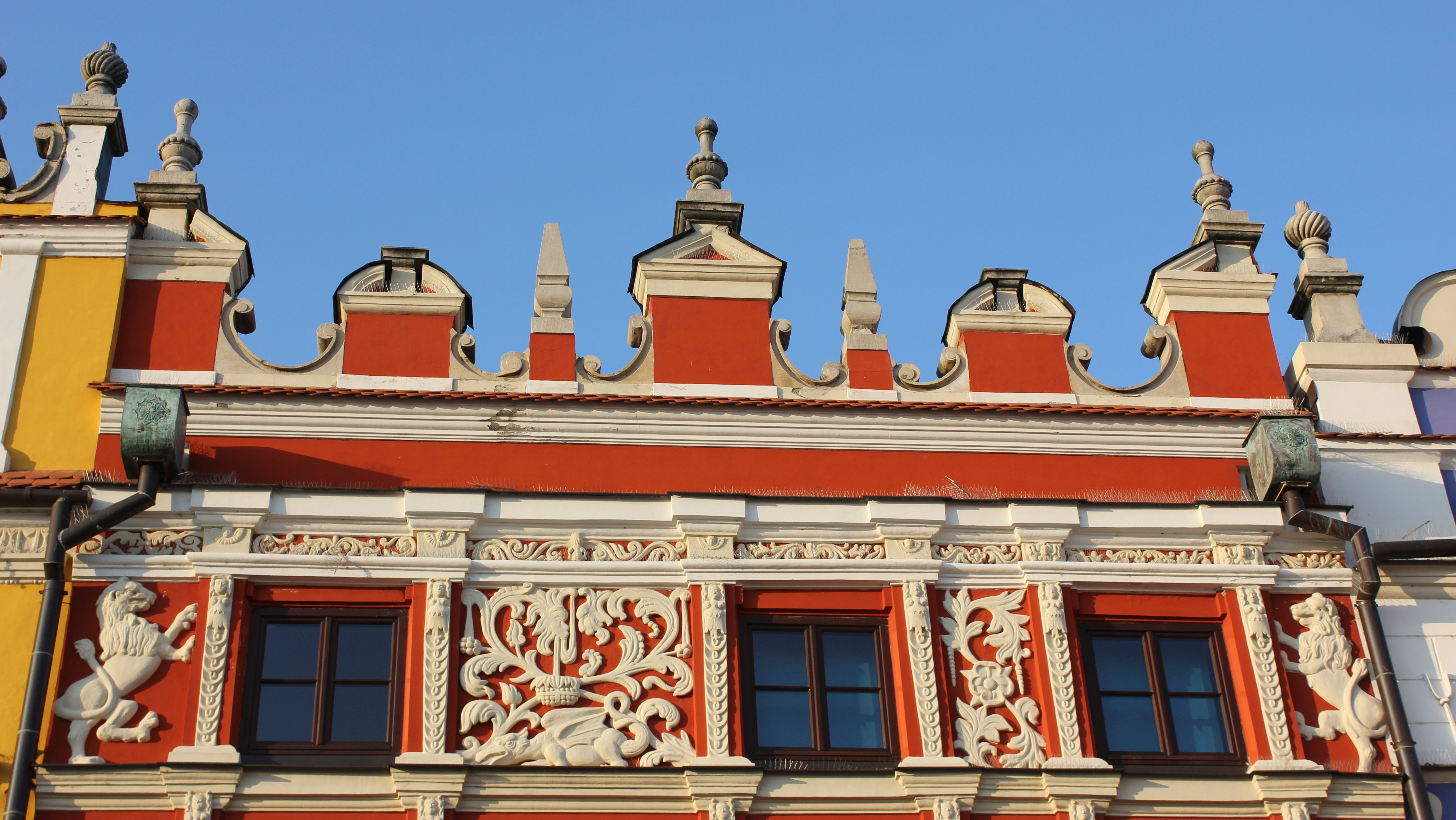
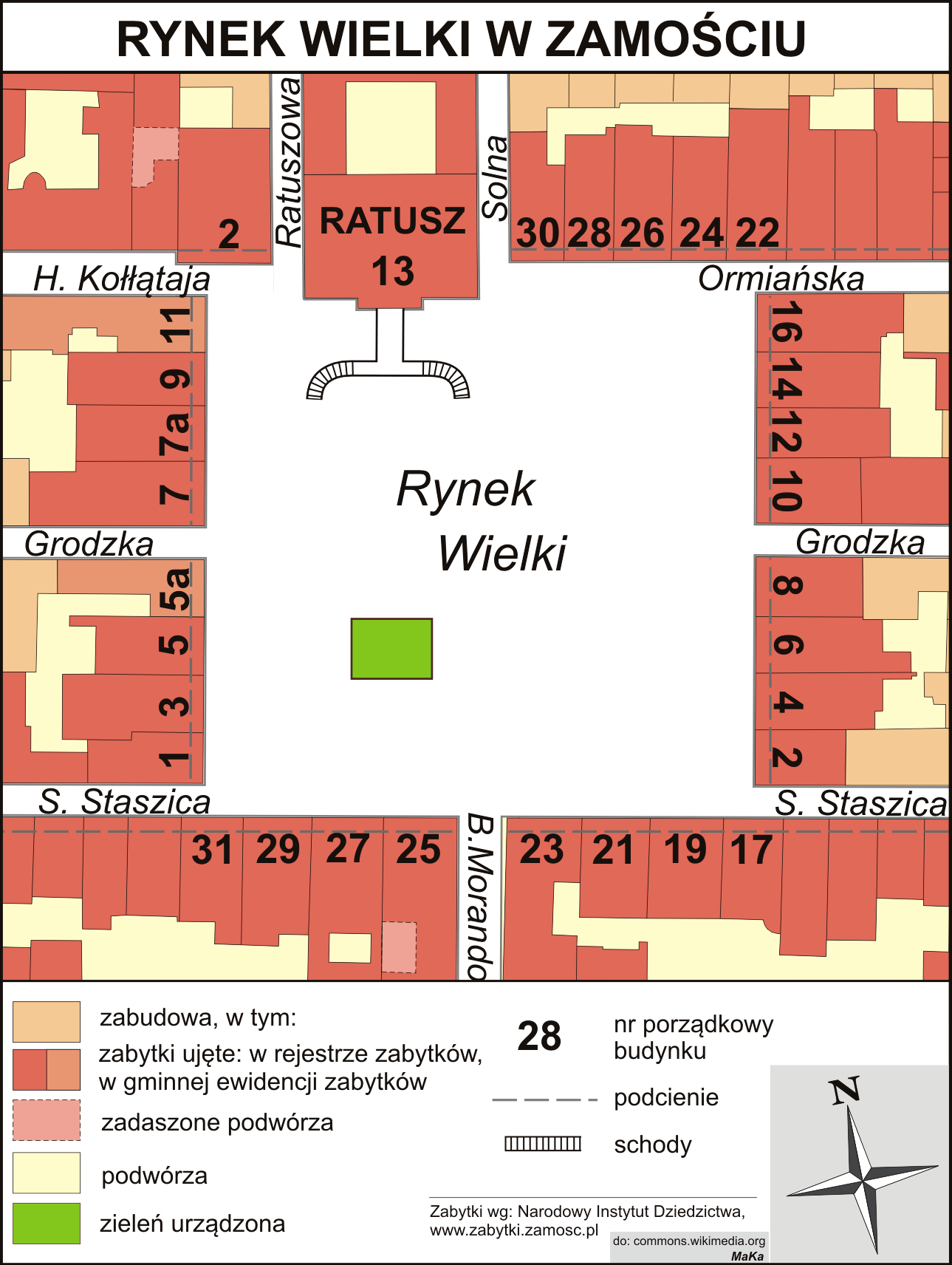
Plan des Marktplatzes